# Неблагородні метали
Неблагородні метали — метали, звичайні та недорогі, на відміну від дорогоцінних металів, таких як золото чи срібло. У нумізматиці монети часто встановлювали свою вартість за вмістом дорогоцінних металів, однак недорогоцінні метали також використовувалися в монетах у минулому та сьогодні.

## Визначення
На відміну від благородних металів, недорогоцінні метали можна відрізнити тим, що відносно легко окислюються або піддаються корозії та по-різному реагують з розбавленою соляною кислотою (HCl) з утворенням водню. Приклади включають залізо, нікель, свинець і цинк. Мідь також вважається неблагородним металом, оскільки вона відносно легко окислюється, хоча не реагує з HCl.
У гірничій справі та економіці термін «неблагородні метали» стосується промислових кольорових металів, за винятком дорогоцінних металів. До них відносяться мідь, свинець, нікель і цинк.
Агенція митної та прикордонної служби США має ширше визначення комерційних неблагородних металів. Його перелік включає, крім міді, свинцю, нікелю та цинку, такі метали: залізо та сталь, алюміній, олово, вольфрам, молібден, тантал, кобальт, вісмут, кадмій, титан, цирконій, сурма, марганець, берилій, хром, германій, ванадій, галій, гафній, індій, ніобій, реній, талій та їх сплави.

## Інше використання
У контексті гальванізованих металевих виробів недорогоцінний метал лежить в основі металевого покриття, позаяк мідь лежить в основі срібла в плиті Шеффілда.